# Rio Ernée
O rio Ernée é um rio no departamento de Mayenne, em França. É afluente do rio Mayenne pela margem direita, e portanto sub-afluente do rio Loire pela sequência Mayenne-Maine-Loire.
Nasce em Gorron, passa por Ernée, Chailland, Andouillé e Saint-Germain-le-Fouilloux, confluindo com o rio Mayenne em Saint-Jean-sur-Mayenne.